# Agriophara
Agriophara é um gênero de traça pertencente à família Agonoxenidae.